# Площа Генерала Григоренка
Пло́ща Генера́ла Григоре́нка — площа у Галицькому районі міста Львова. Розташована на перетині вулиць: Гнатюка, Костюшка, Листопадового чину, Гребінки та Менцинського.

## Історія та назва
Найдавніша назва — пляц Єзуїцькі.
- 1871—1885 роки — частина вулиці Ягеллонської.
- 1885—1940 роки — пляц Смольки — на честь польського політика, громадського діяча, правника, голови парламенту Австро-Угорщини та ініціатора створення копця Люблінської унії на Високому Замку Францішека Смольки.
- 1940—1941 роки — 17 вересня, на честь «визволення», а за фактом — початком радянської анексії територій Західної України та Західної Білорусі у вересні 1939 року.
- 1941—1944 роки — Смолькіпляц.
- 1944—1946 роки — Смольки.
- 1946—1993 роки — площа Перемоги, в ознаменування перемоги СРСР у німецько-радянській війні.
- Від 1993 року — сучасна назва, площа Генерала Григоренка, на честь радянського генерала-правозахисника Петра Григоренка[7][8].

## Забудова

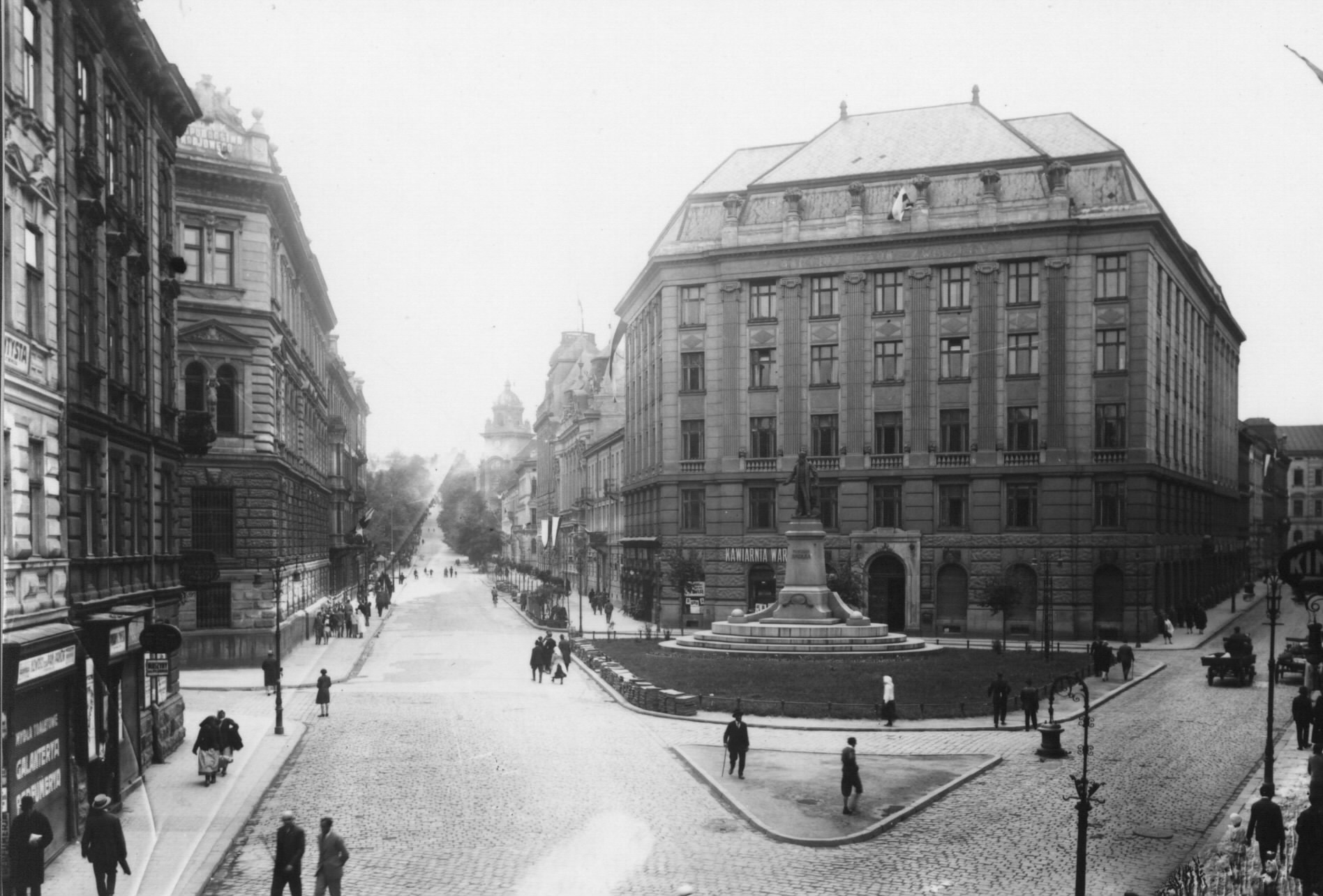
Площа Францішека Смольки на початку XX століття

В архітектурному ансамблі площі Генерала Григоренка присутні історизм, сецесія. Більшість будинків внесено до Реєстру пам'яток архітектури місцевого значення.
№ 1 — за Польщі тут містився ресторан Ґляйхера, нині цієї адреси не існує.
№ 1а — чотириповерховий житловий будинок, споруджений у 1890 році у стилі пізнього історизму. Він є одним з перших будинків, що почали формувати тогочасну площу Смольки. В основному зберіг первісні форми, але портали першого поверху у 1938 році були перебудовані за проєктом архітектора Зиґмунта Шмукера. За Польщі на першому поверсі будинку містився магазин кухонного посуду Брумера, нині тут піцерія «Наполетано» та крамниця офісної техніки. Будинок внесений до Реєстру пам'яток архітектури місцевого значення під охоронним № 662-м.
№ 3 — п'ятиповерхова будівля споруджена у 1909—1911 роках за проєктом архітектора Альфреда Захаревича у стилі неокласицизму для акціонерного кооперативного банку. Спорудженню передував конкурс, на якому першу премію здобув спільний проєкт Адама Опольського та Ігнатія Кендзерського, однак до реалізації прийнято проєкт Альфреда Захаревича, котрий здобув друге місце. На першому поверсі у 1911 році відкрито кав'ярню «Варшава», що діяла до другої світової війни. Сецесійний інтер'єр кав'ярні спроєктований спільно — архітектором Альфредом Захаревичем, скульптором Зигмунтом Курчинським та живописцем Феліксом Вигживальським. Під час німецької окупації Львова, від серпня 1941 року в будинку містилися Дирекція Кримінальної поліції та інші поліційні органи, а невдовзі переїхала в окреме приміщення на площі Галицькій, 15. Нині тут міститься львівське обласне управління міністерства внутрішніх справ України. Будинок внесений до Реєстру пам'яток архітектури місцевого значення під охоронним № 1657-м.
№ 4 — житловий будинок на розі з теперішньою вулицею Менцинського, споруджений 1907 року за проєктом Тадея Обмінського для інженера Яна Строменґера. Раніше на першому поверсі містився Торговий дім, а решту поверхів займали приватні помешкання. Будинок — один з найкращих зразків орнаментальної сецесії у Львові. Попередній будинок, що стояв на цьому місці, збудований 1840 року в стилі класицизму за проєктом архітектора Вільгельма Шміда на замовлення Петра Міколяша. У старій кам'яниці, знесеній 1907 року, до 1899 року мешкав польський політик, голова парламенту Австро-Угорщини Францішек Смолька. На рівні вікон другого поверху збереглася меморіальна таблиця, яка описує його заслуги перед тодішньою львівською громадою. На початку XX століття в будинку працювала книгарня та склад канцелярського приладдя Адольфа Блатта. У міжвоєнний період тут працювала палата праці. У 1941 році в приміщеннях колишньої палати праці розташовувалася офіційна тимчасова резиденція УДП, на чолі з Ярославом Стецьком. Будинок внесений до Реєстру пам'яток архітектури місцевого значення під охоронним № 765-м. 
№ 5. Пасаж Грюнерів. — чотириповерховий житловий будинок на площі Григоренка, споруджений у 1912—1914 роках, на місці старішої триповерхової кам’янички Бонковських, за проєктом архітекторів Юзефа Пйонтковського та Максимільяна Бурстіна у стилі модернізованого бароко для Якуба Ґрюнера. У новій кам’яниці облаштували великі елітні помешкання, а на партері — просторі приміщення комерційного призначення та кінозал. Кам’яниця Ґрюнера стала частиною комплексу нового торгового пасажу, що сполучав з сусідньою вулицею Коллонтая (нині — Менцинського). Після першої світової та польсько-української воєн у кам’яниці Ґрюнера функціонував кінотеатр «Марисенька», для якого у 1928 році добудували фоє за проєктом архітектора Тадеуша Врубеля. Для добудови використали територію внутрішнього подвір'я. У 1938 році архітектор Зигмунт Шпербер виконав проєкт металевих решіток з есоподібним малюнком, які прикрашали портал та вітринні вікна першого поверху. Того ж року архітектор Ян Зільбер виконав проєкт сцени для кінотеатру. 1941 року у приміщенні кінотеатру також діяв Державний театр мініатюр, а на часі німецької окупації — театр СС та поліції. Після другої світової війни великі помешкання колишньої кам'яниці Ґрюнерів були переплановані. За радянських часів комерційні приміщення першого поверху займала агенція авіаційних сполучень державної авіакомпанії «Аерофлот», від 2019 року — ресторан «Піца Челентано». У 1944—1948 роках у будинку функціонував кінотеатр «Москва», перейменований 1948 року на кінотеатр дитячих фільмів «Піонер» і під цією назвою функціонував до кінця 1980-х років. Нині в приміщенні довоєнного кінотеатру «Марисенька» та повоєнного «Піонера» міститься львівський академічний духовний театр «Воскресіння». Внутрішнє подвір'я цього будинку є спільним для будинку на вулиці Менцинського, 8, де ЛМР пропонується облаштувати майданчик для службового паркування транспортних засобів. Будинок внесений до Реєстру пам'яток архітектури місцевого значення під охоронним № 767-м.

## Меморіали, пам'ятники
У 1913—1946 роках на майдані стояв пам'ятник Францішеку Смольці (скульптор Тадеуш Блотницький, архітектор Тадеуш Новаковський), зруйнований радянською владою 1946 року. На його місці 1999 року встановлено пам'ятник «Охоронцям української державності» (архітектор О. Ярема; скульптори Андрій та Володимир Сухорські; конструктори З. Бліхарський та Б. Ониськів; відлитий на ЛЕКСФ). Монумент височіє перед сучасною будівлею львівського обласного управління МВС. Скульптура Святого Юрія (Георгія) Змієборця увічнює пам'ять про усіх правоохоронців України, які загинули при виконанні службових обов'язків. Якщо уважно його дослідити, то можна побачити портрети скульпторів братів Сухорських.